# Pons av Tripoli
Pons av Tripoli, född 1098, död 1137, var en monark (greve) av Tripolis från 1112 till 1137. 